# راش (ضایعه پوستی)
راش (انگلیسی: Rash) لکه‌های موقتی بر روی پوست است که معمولاً با سرخی یا خارش همراه است. راش به هر تغییری در پوست مانند رنگ، نما و بافت گفته می‌شود. راش پوستی بی‌حوصلگی و مشکلات اعصاب و خواب آلودگی را نیز همراه دارد.
این ضایعه در بیماری‌هایی مانند سیفلیس، مخملک، حساسیت‌های دارویی، حاملگی و بیماری‌های قارچی دیده می‌شود. درمان با توجه به نوع بیماری متفاوت است. جوش‌های رایج را می‌توان به راحتی با استفاده از کرم‌های موضعی استروئیدی (مانند هیدروکورتیزون) یا درمان‌های غیر استروئیدی درمان کرد. بسیاری از داروها بدون نسخه در ایالات متحده در دسترس هستند. بثورات پوستی ممکن است در یک قسمت از بدن موضعی باشد یا تمام پوست را درگیر کند. جوش‌زدگی می‌تواند باعث تغییر رنگ پوست، خارش، گرم شدن، برآمدگی، ترک خوردگی، خشکی، پوسته پوسته شدن یا تاول و تورمی که در مواردی دردناک شود. علل و در نتیجه درمان بثورات، بسیار متفاوت است. در تشخیص باید مواردی مانند ظاهر جوش‌ها، علائم دیگر، آنچه بیمار ممکن است در معرض آن قرار گرفته، شغل و بروز در اعضای خانواده در نظر گرفته شود. تشخیص ممکن است تعدادی از شرایط را تأیید کند. علائم و نشانه‌های مرتبط تشخیص بیماری‌های خاص است. به عنوان مثال، بثورات در سرخک یک جوش اریتماتوز، مرضی شکل و ماکولوپاپولار است که چند روز پس از شروع تب شروع می‌شود. به‌طور کلاسیک از سر شروع می‌شود و به سمت پایین گسترش می‌یابد.

## تشخیص‌های افتراقی
علل رایج بثورات عبارتند از:
- آلرژی غذایی
- عوارض جانبی دارو
- اضطراب
- حساسیت، به عنوان مثال به غذا، رنگ، دارو، نیش حشرات، فلزاتی مانند روی یا نیکل. چنین بثورات اغلب کهیر نامیده می‌شود.
- تماس پوست با یک محرک
- عفونت قارچی مانند کرم حلقوی
- بلسان پرو
- بیماری‌های پوستی مانند اگزما یا آکنه
- قرار گرفتن در معرض آفتاب (آفتاب سوختگی) یا گرما
- اصطکاک ناشی از ساییدگی پوست
- تحریک پوستی با چیزهایی مانند مواد ساینده آغشته به لباس که پوست را مالش می‌دهد. ممکن است خود پارچه برای برخی افراد به اندازه کافی ساینده باشد.
- سیفلیس ثانویه
- بهداشت فردی ضعیف

## علل غیر معمول
- اختلالات خود ایمنی مانند پسوریازیس
- مسمومیت از سرب
- بارداری
- خاراندن مکرر روی یک نقطه خاص
- بیماری لایم
- مخملک
- COVID-19

### شرایط
| آکنه ولگاریس                                                  | کومدون، پاپول، پوسچول و ندول. | صورت، سینه و پشت.                                                                                 |                                   |                                      |        |
| آکنه آکنه روزاسه                                              | ظاهر برافروخته یا قرمزی. | گونه‌ها، چانه، پیشانی یا بینی.                                                                     |                                   |                                      |        |
| جوش                                                           | برجستگی قرمز دردناک یا مجموعه ای از برجستگی‌های قرمز دردناک.                                                                                              | هرجایی                                                                                            |                                   |                                      |        |
| سلولیت                                                        | نواحی قرمز، حساس و متورم پوست | در اطراف یک بریدگی، خراش یا شکاف پوستی                                                            |                                   |                                      |        |
| نیش حشره                                                      | قرمزی یا برجستگی‌های خارش دار روی پوست | در هر جایی و می‌توان به‌طور تصادفی قرمزی نیش حشره در هر قسمت بدن ظهور کند.                          |                                   |                                      |        |
| واکنش آلرژیک                                                  | زخم‌های قرمز نامنظم، برجسته یا مسطح که پس از مصرف داروها یا خوردن برخی غذاها ظاهر می‌شوند.                                                                 | هرجایی                                                                                            |                                   |                                      |        |
| هیدرادنیت چرکی                                                | وضعیت کیستیک پر از سبوم عمیق ناشی از تحریک بیش از حد غده آپوکرین، ناشی از بسیاری از عوامل داخلی و خارجی مانند استرس، اضافه بار محیطی سمی و اختلال ایمنی. | هیدرادنیت را ببینید.                                                                              |                                   |                                      |        |
| کندوها                                                        | برجستگی‌ها به‌طور ناگهانی ایجاد می‌شوند. | در هر جایی اما معمولاً اولین بار روی صورت مشاهده می‌شود.                                            |                                   |                                      |        |
| درماتیت سبورئیک                                               | برآمدگی و تورم | نزدیک غدد                                                                                         |                                   |                                      |        |
| کلاه گهواره ای                                                | پوست خشک و پوسته پوسته | پوست سر نوزادان تازه متولد شده.                                                                   |                                   |                                      |        |
| درماتیت تماسی تحریک کننده                                     | بثورات قرمز، خارش دار، پوسته پوسته یا روغنی | ابرو، بینی، لبه پوست سر، نقطه تماس با جواهرات، عطر یا لباس.                                       |                                   |                                      |        |
| تماس آلرژیک درماتیت ناشی از سَم پیچک، بلوط سمی، سماق، یا بلسوم | بثورات قرمز، خارش دار، پوسته پوسته یا روغنی؛ همچنین می‌تواند خیس یا چرم مانند باشد.                                                                       | هر جایی که مستقیماً یا از طریق انتقال با محرک در تماس باشد مثلاً در تماس با لباس یا جواهرات یا عطر. |                                   |                                      |        |
| پورپورای آلرژیک                                               | نقاط قرمز کوچک روی پوست یا لکه‌های بزرگ‌تر مانند کبودی که پس از مصرف دارو ظاهر می‌شوند.                                                                     | هرجایی                                                                                            |                                   |                                      |        |
| پیتریازیس روزیا                                               | با یک نقطه پوسته پوسته، قرمز و کمی خارش دار شروع شده و در عرض چند روز، تعداد زیادی تکه‌های کوچکتر از بثورات، برخی قرمز یا برخی دیگر برنزه می‌شوند.         | سینه و شکم                                                                                        |                                   |                                      |        |
| درماتیت هرپتی فرمیس                                           | جوش و خارش شدید همراه با برجستگی‌ها و تاول‌های قرمز رنگ.                                                                                                   | آرنج، زانو، پشت یا باسن                                                                           |                                   |                                      |        |
| اریتم گرهی                                                    | برجستگی‌های قرمز بزرگ که به نظر می‌رسد کبود می‌شوند و در لمس حساس هستند.                                                                                    | هرجایی                                                                                            |                                   |                                      |        |
| پسوریازیس                                                     | جوش سفید پوسته پوسته روی پوست قرمز، پوسته پوسته و تحریک شده.                                                                                             | آرنج و زانوها                                                                                     |                                   |                                      |        |
| اریتم مولتی فرم                                               | بثورات قرمز، لکه دار، با کهیر یا زخم‌های هدف. | هرجایی                                                                                            |                                   |                                      |        |
| سرخک                                                          | بثورات قرمز که همراه با تب یا گلودرد ایجاد می‌شود. | معمولاً ابتدا روی پیشانی و صورت شروع می‌شود و به سمت پایین پخش می‌شود.                               |                                   |                                      |        |
| آبله مرغان                                                    | تاول‌های متعدد همراه با تب، سرفه، درد، خستگی و گلودرد. | معمولاً ابتدا روی صورت، سینه و پشت شروع می‌شود و به سمت پایین پخش می‌شود.                            |                                   |                                      |        |
| زونا                                                          | تاول‌های قرمز که بسیار دردناک هستند و ممکن است پوسته پوسته شوند                                                                                           | هرجایی                                                                                            |                                   |                                      |        |
| بیماری پنجم                                                   | به عنوان تب شروع شد و سپس یک بثورات قرمز روشن ایجاد شد.                                                                                                  | گونه‌ها                                                                                            |                                   |                                      |        |
| زگیل                                                          | ایجاد برجستگی‌های نرم که خارش ندارند و علائم دیگری هم ندارند.                                                                                             | هرجایی                                                                                            |                                   |                                      |        |
| درماتوفیتوز                                                   | نقطه طاس روی پوست سر یا حلقه ای از پوست قرمز خارش دار.                                                                                                   | هرجایی                                                                                            |                                   |                                      |        |
| سیفلیس                                                        | جوش‌های که قرمز هستند اما خارش ندارند. | کف دست یا کف پا                                                                                   |                                   |                                      |        |
| خارش سوارکار، عفونت قارچی یا جوش پوشک                         | بثورات خارش دار قرمز | کشاله ران                                                                                         |                                   |                                      |        |
| کچلی ورسیکالر                                                 | تکه‌های رنگ روشن | هرجایی                                                                                            |                                   |                                      |        |
| زرد زخم                                                       | زخم‌های پوسته ای به رنگ قهوه ای مایل به زرد | نزدیک بینی یا لب                                                                                  |                                   |                                      |        |
| گال                                                           | زخم‌های گزش مانند که خارش دارند و به شدت پخش می‌شوند. | معمولاً از دست یا پا شروع می‌شود و در همه جا پخش می‌شود.                                             |                                   |                                      |        |
| تب منقوط کوه‌های راکی                                          | بثورات ظریف همراه با تب و سردرد | معمولاً از بازوها و پاها از جمله دست‌ها و پاها شروع می‌شود.                                          |                                   |                                      |        |
| لوپوس اریتماتوز                                               | جوش پروانه ای با درد مفاصل | پیشانی و گونه‌ها                                                                                   |                                   |                                      |        |
| زردی یا نشانه ای از هپاتیت                                    | مایل به زرد | پوست، سفیدی چشم و دهان                                                                            |                                   |                                      |        |
| کبودی                                                         | ناحیه آبی یا سیاه پس از ضربه خوردن. | هرجایی                                                                                            |                                   |                                      |        |
| اکتینیک کراتوز                                                | لکه‌ها یا برجستگی‌های پوسته پوسته، صورتی، خاکستری یا خرمایی.                                                                                               | صورت، پوست سر یا روی پشت یا دست‌ها                                                                 |                                   |                                      |        |
| کلوئید یا زخم هیپرتروفیک                                      | زخمی که بزرگتر از حد انتظار شده است. | هرجایی                                                                                            |                                   |                                      |        |
| لیپوم                                                         | رشد نرم یا لاستیکی | هرجایی                                                                                            |                                   |                                      |        |
| میلیا                                                         | بسیاری از لکه‌های سفید | روی صورت یک نوزاد                                                                                 |                                   |                                      |        |
| نرم تنان یا مسری                                              | برآمدگی‌های کوچک، سفت و گرد با حفره‌هایی در مرکز که ممکن است روی ساقه‌های ریز بنشینند.                                                                      | هرجایی                                                                                            |                                   |                                      |        |
| مخملک                                                         | پوست به هم پیوسته می‌شود و خطوط قرمز روشن در چین‌های پوستی گردن، زیر بغل و کشاله ران ایجاد می‌کند (خطوط پاستیا)                                             | صورت، سینه و پشت، کل بدن، زیر بغل، داخل آرنج، کشاله ران                                           |                                   |                                      |        |
| کیست سباسه                                                    | برآمدگی با گنبد سفید زیر پوست | پوست سر، پشت گردن یا قسمت بالایی پشت                                                              |                                   |                                      |        |
| برچسب پوست                                                    | رشد نرم و گوشتی، توده یا برآمدگی | صورت، گردن، زیر بغل یا کشاله ران                                                                  |                                   |                                      |        |
| زانتلاسما                                                     | ناحیه زرد زیر پوست | زیر پلک‌ها                                                                                         |                                   |                                      |        |
| ملانوما                                                       | برجستگی تیره ای که ممکن است از داخل یک خال یا لک شروع شده باشد، یا یک نقطه یا خال که تغییر رنگ، اندازه، شکل یا دردناکی یا خارش داشته باشد.               | هرجایی                                                                                            |                                   |                                      |        |
| سرطان سلول بازال                                              | توده گوشتی و در حال رشد مناطقی که در معرض نور خورشید قرار دارند.                                                                                         |                                                                                                   |                                   |                                      |        |
| سرطان سلول سنگفرشی                                            | رشد غیرمعمول که قرمز، پوسته پوسته یا پوسته‌دار است. | صورت، لب یا چانه                                                                                  |                                   |                                      |        |
| سارکوم کاپوزی                                                 | لکه‌های برجسته تیره یا سیاه روی پوست که همچنان در حال رشد هستند یا اخیراً ظاهر شده‌اند.                                                                     | هر جایی                                                                                           | سانتریفیوژ اریتما آنولار (ای‌اِی‌سی) | حلقه‌های صورتی-قرمز یا علامت‌های بولسی | هرجایی |